# ال توچو
ال توچو (به لاتین: El Tucuche) یک کوه در ترینیداد و توباگو است که در ترینیداد و توباگو واقع شده‌است. ال توچو ۹۳۶ متر بالاتر از سطح دریا واقع شده‌است.